# Alkoholmeter (væsker)
 For alternative betydninger, se Alkoholmeter (flertydig). (Se også artikler, som begynder med Alkoholmeter)
Et alkoholmeter, (el. alkoholometer, alkometer) er en alkoholmåler til måling af en væskes indhold af alkohol.
Alkoholmeteret består af et lukket glasrør, der nederst er forsynet med en ballast af eksempelvis blyhagl. Alkoholmeteret sænkes ned i den væske, der skal måles, og da væskens massefylde er afhængig af dens indhold af alkohol, vil alkoholmeteret synke ned i væsken til en dybde, som er afhængig af alkoholindholdet. Glasrøret er markeret med en inddeling, der markerer alkoholprocenter, og den pågældende væskes alkoholprocent kan derefter direkte aflæses. Alkoholmeteret er justeret til anvendelse ved en bestemt temperatur, og såfremt målingen foretages ved andre temperaturer, skal resultatet justeres i overensstemmelse hermed.
Den danske teolog og brændevinsbrænder Peter Mathias Spendrup konstruerede i 1800-tallets begyndelse et alkoholmeter, som blev anvendt af det danske toldvæsen gennem en årrække. Måleenheden på dette alkoholmeter blev benævnt Spendrup grader, og datidens brændevin var i overensstemmelse hermed – angiver i Spendrup grader.
I dag anvendes stort set udelukkende angivelser i procent, dvs. alkoholandelen af den samlede væske, angivet i i procent.